# Weßling
Weßling, település Németországban, Felső-Bajorországban, Starnberg járásban. Weßling Gilching és Gauting községekkel határos.

## Fekvése
Starnbergtől északnyugatra, a Seefeldi elágazás keleti ága közelében fekvő település.

## Népesség
| Lakosok száma | 3124 | 2387 | 5187 | 5276 | 5340 | 5381 | 5535 | 5476 | 5543 | 5562 |
|               | 1970 | 1975 | 2011 | 2012 | 2014 | 2015 | 2017 | 2019 | 2022 | 2023 |

## Története
Területe már a római időkben is lakott volt. A 6. században az Enns és a Lech környékével együtt a bajorok vették birtokukba.
1972-ben Hochstadt lett a település része, 1976-ban Oberpfaffenhofen is.
Üdülőhely, az erdőben megbúvó melegvízű Wesslingi-tó (Wesslinger See) mellett. A tó partján strandfürdő található.

## Itt születtek, itt éltek
- Anton Besold (1904-1991) - politikus (BP, CSU), MP.
- Anton G. Leitner (született 1961) - író, szerkesztő, kiadó.

## Galéria

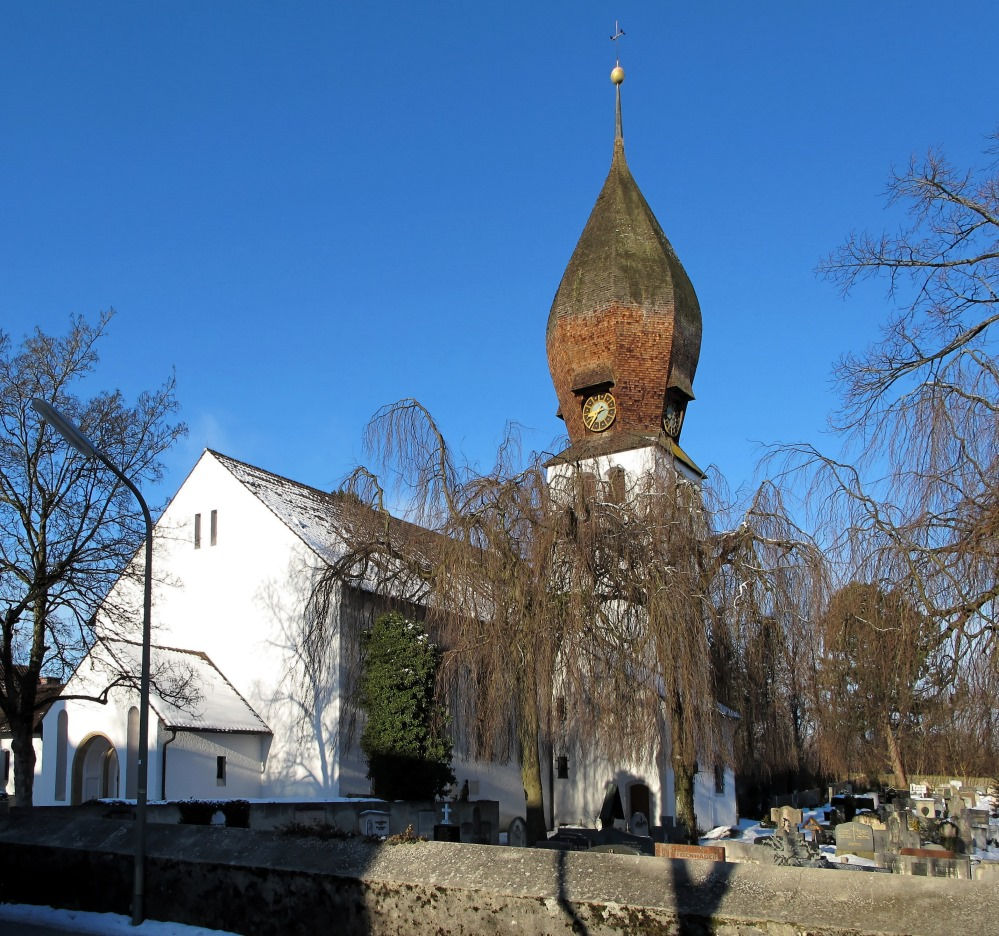
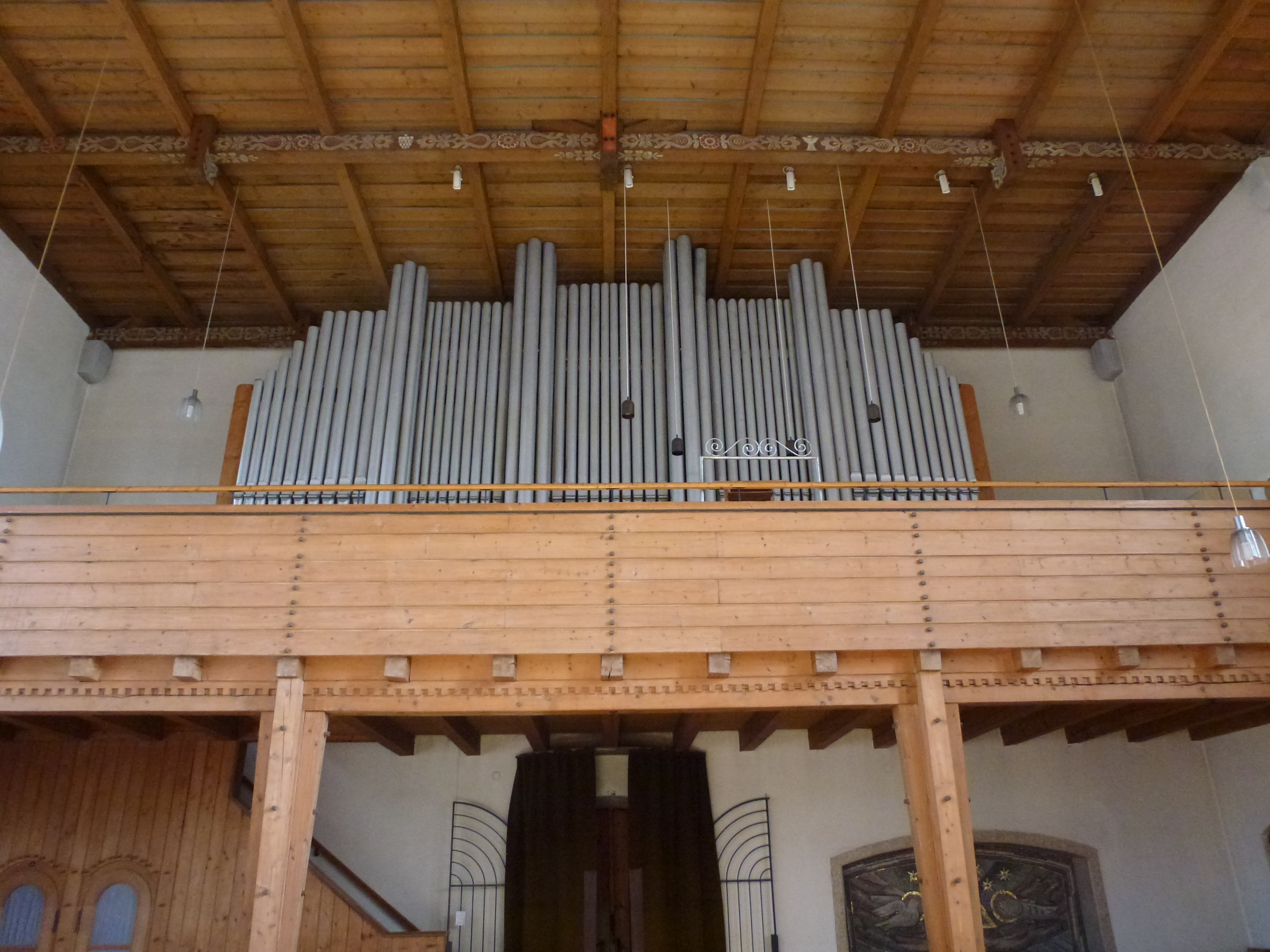
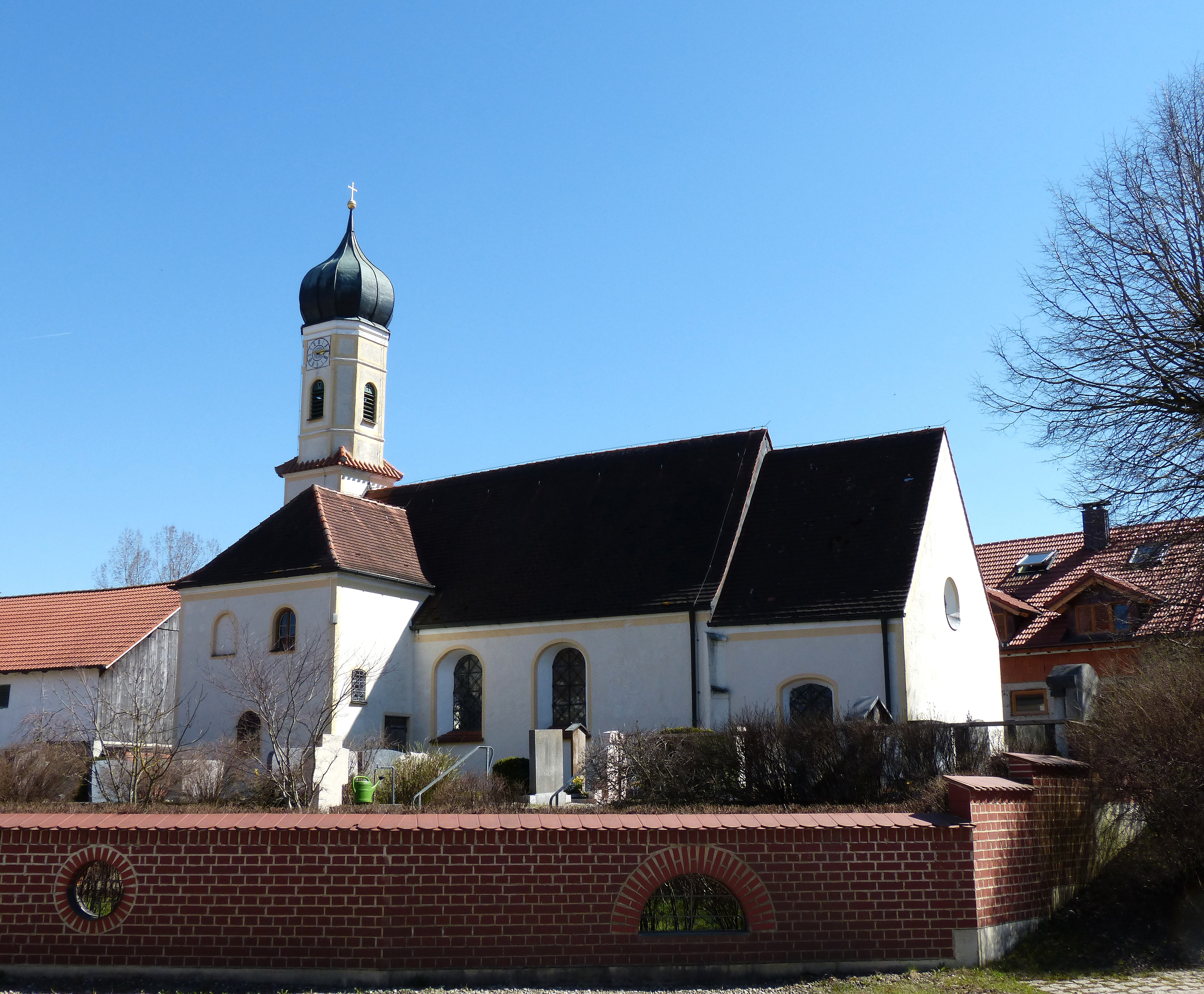
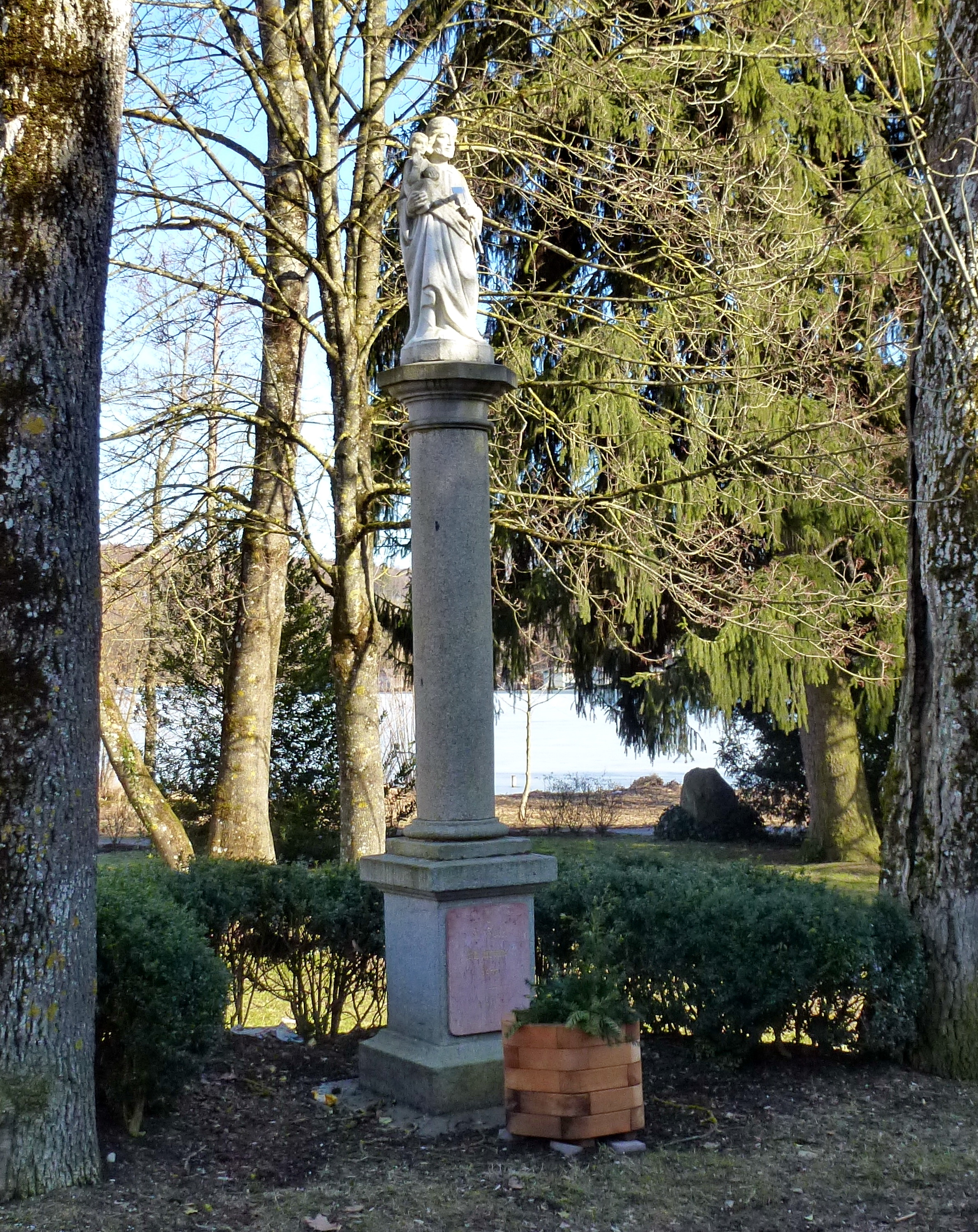
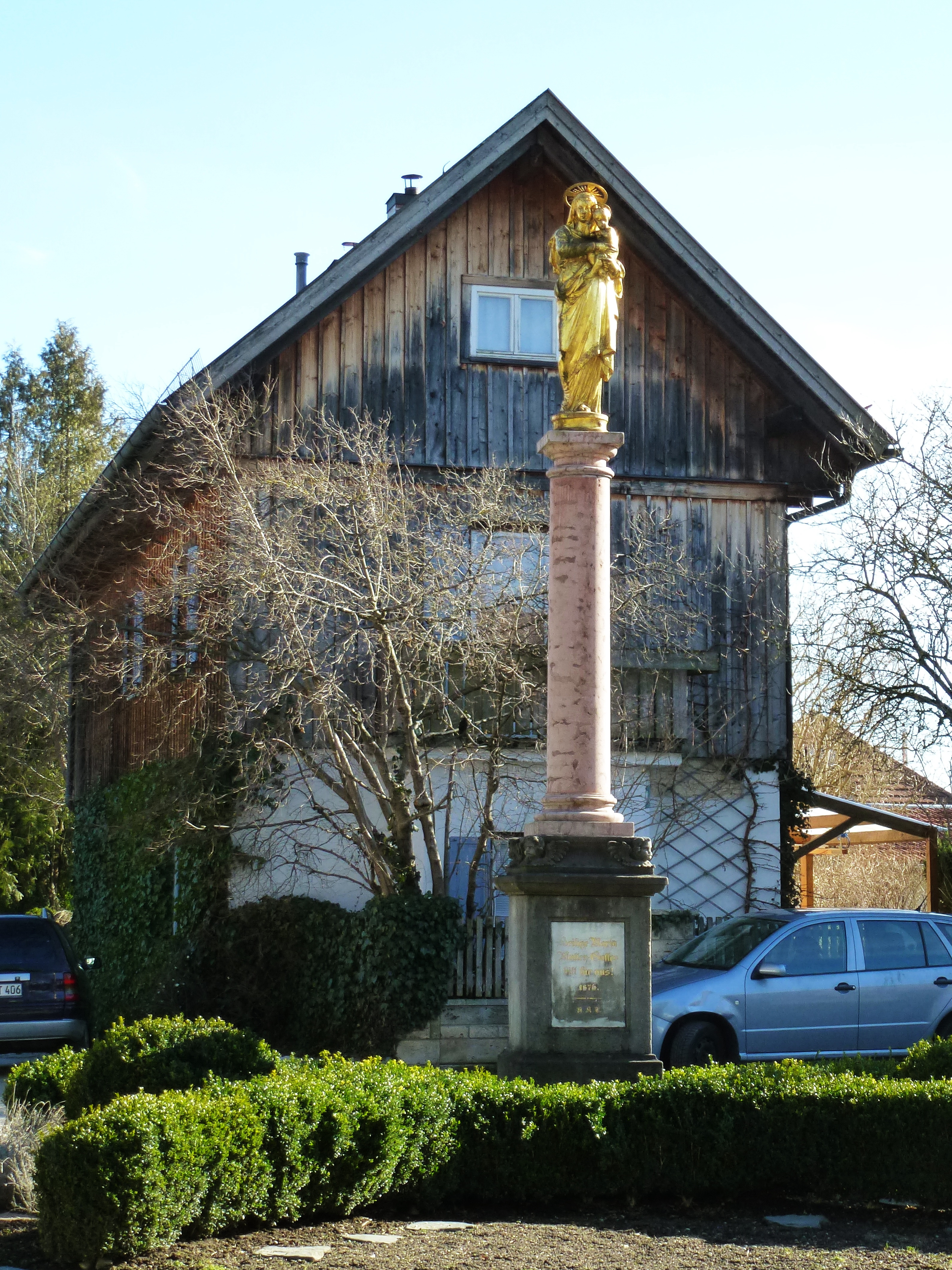
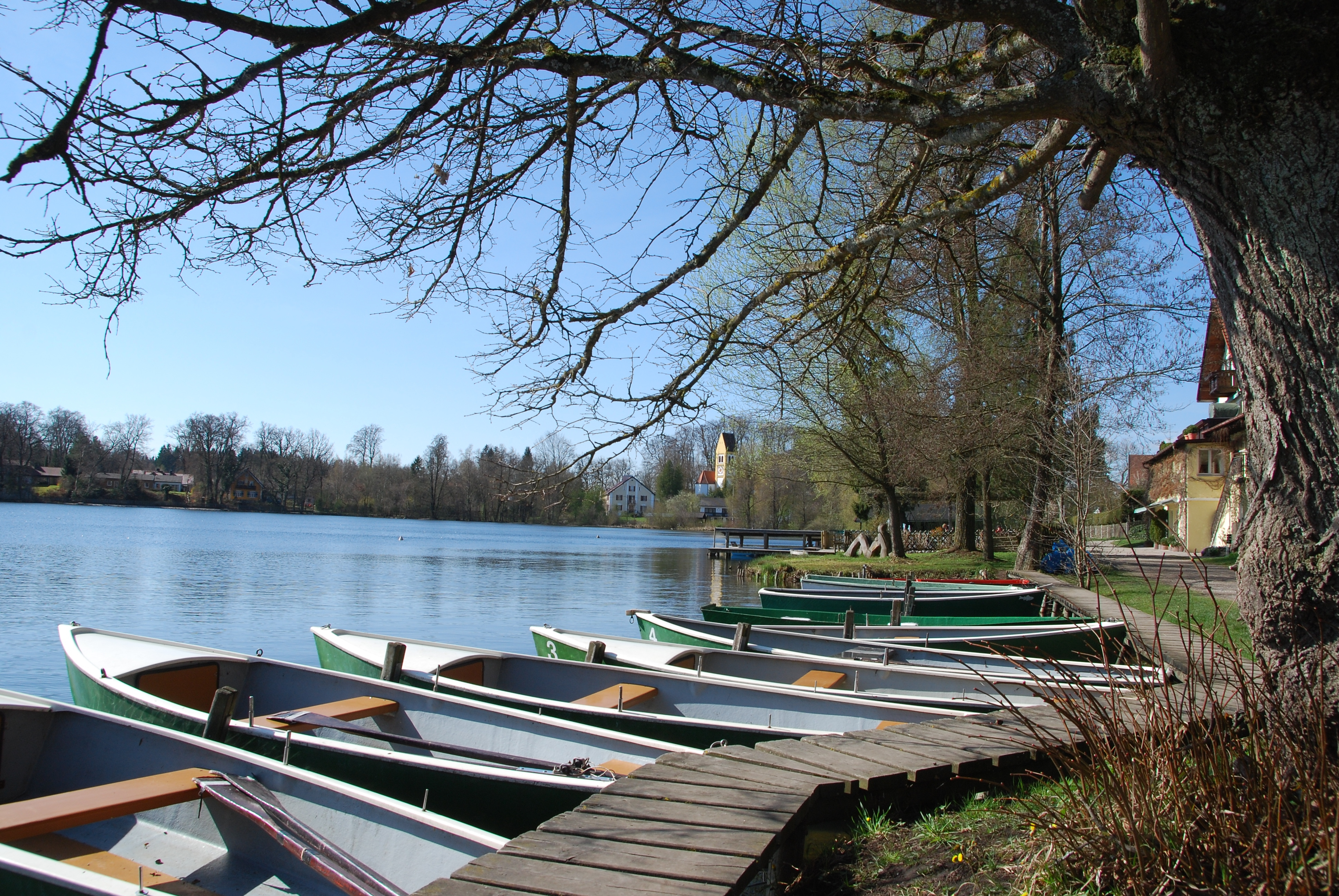
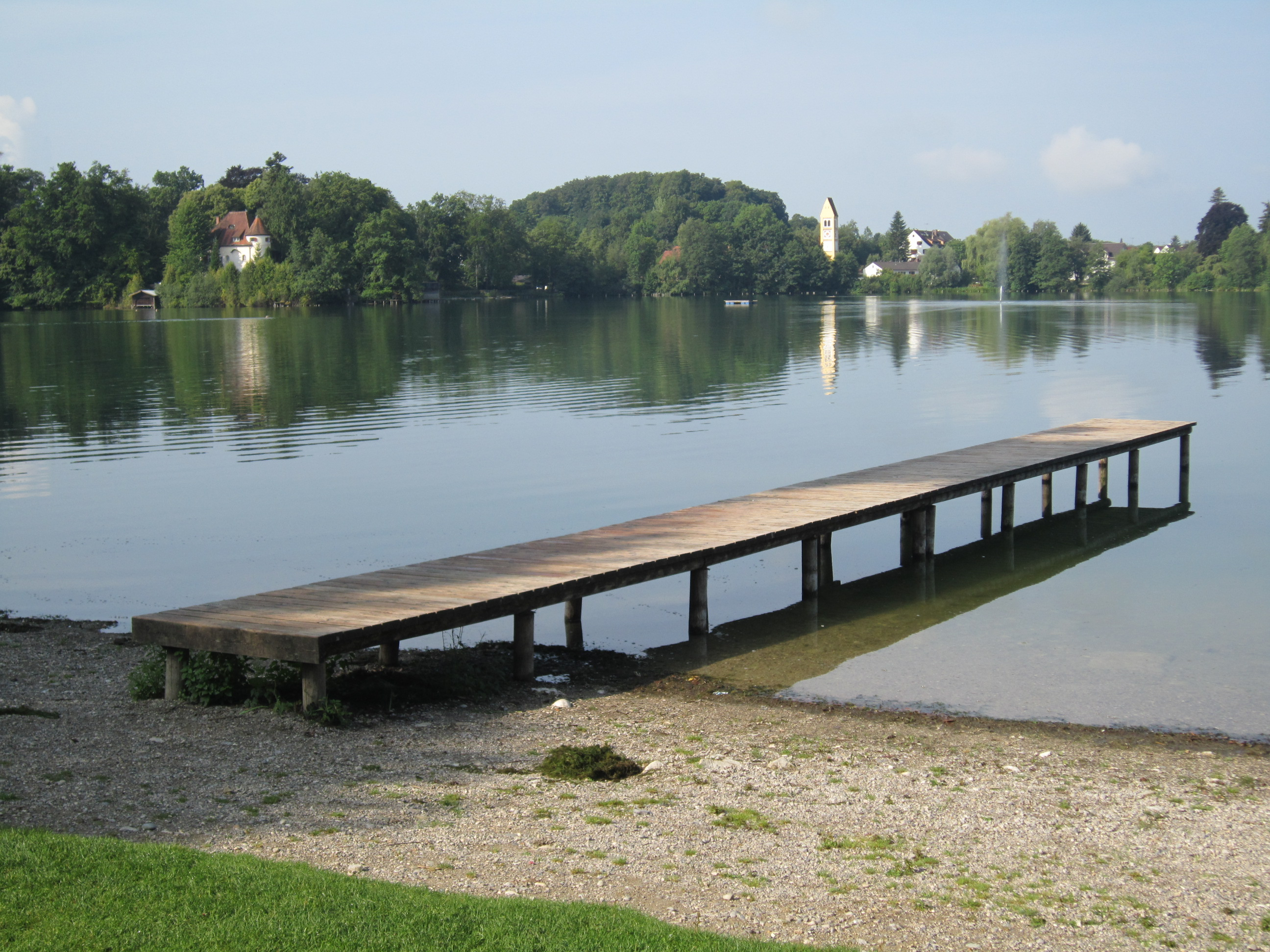
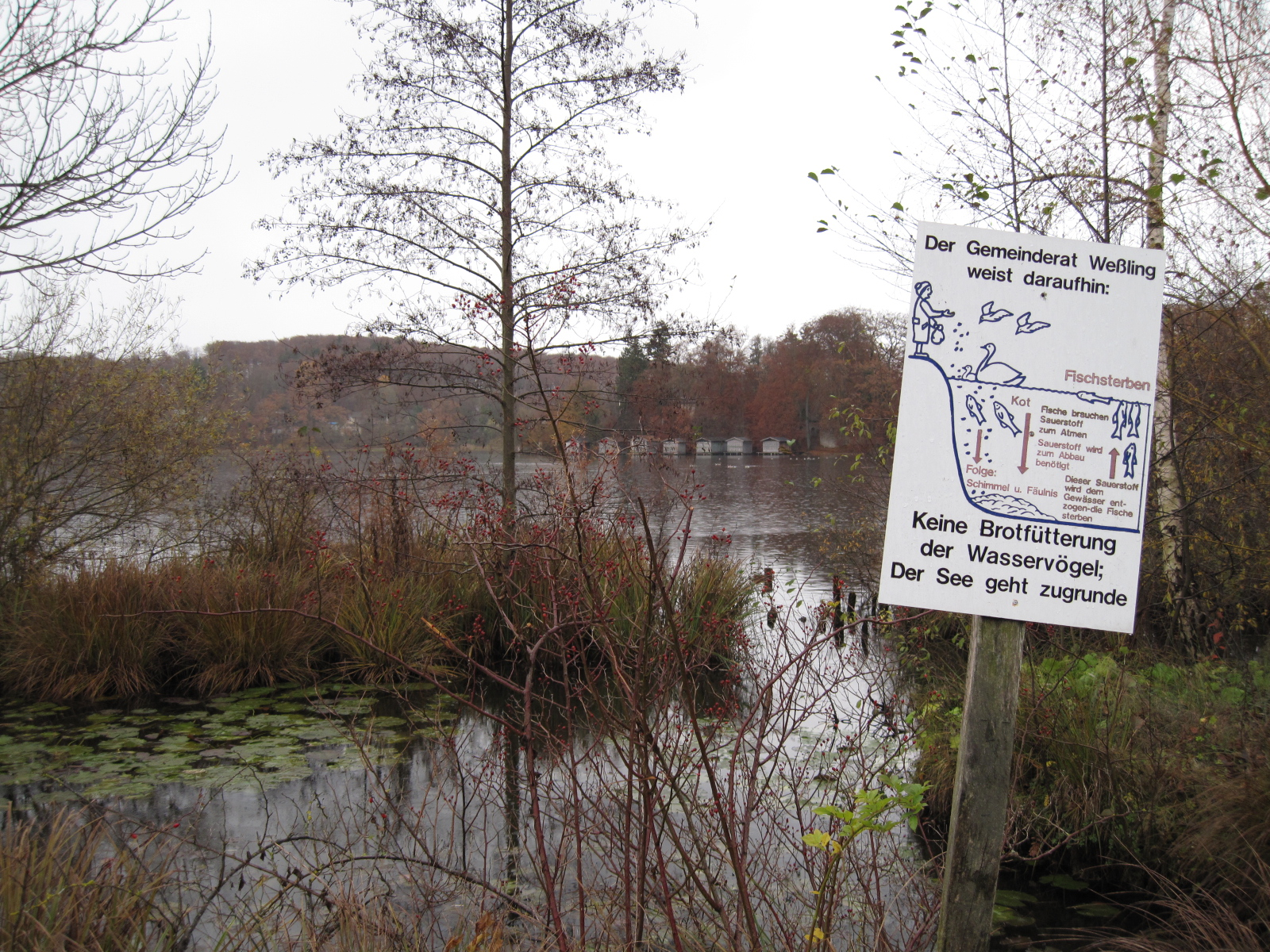